# Jakob der Letzte (Film)
Jakob der Letzte ist ein österreichisch-deutscher Fernsehfilm aus dem Jahr 1976. Regie führte Axel Corti nach einem Drehbuch von Werner Schneyder. Der Film war eine Gemeinschaftsproduktion von ORF und ZDF. Es ist die Verfilmung des Romans Jakob der Letzte. Eine Waldbauerngeschichte aus unseren Tagen des österreichischen Schriftstellers Peter Rosegger aus dem Jahre 1887. Die Erstausstrahlung erfolgte am 6. Jänner 1976 im ORF und am 17. Mai 1976 im ZDF.

## Handlung
Der Film zeigt die Hauptfigur, den Bauern Jakob Steinreuter, welcher in der steirischen Gemeinde Altenmoos lebt. Die Bauern des Dorfes erleben den Einbruch der modernen Zivilisation in ihr zurückgezogenes, traditionelles Leben. Es verlassen immer mehr Leute ihre Heimat, weil Ortsfremde die Jagden aufkaufen und das Gebiet für den Fremdenverkehr erschließen wollen. Nur der Bauer Jakob Steinreuther stellt sich dieser fortschreitenden Entwicklung entgegen.
Im Tal, in dem Altenmoos liegt, will der Besitzer einer Eisenbahnlinie ein Jagdrevier aufbauen. Die dort lebenden Bauern haben noch nicht viel mit Geld zu tun gehabt. Eines Tages ist der Bauer Knatschel plötzlich im Besitz von zwei Tausendguldenscheinen, mit denen er im Dorf prahlt.
Der Bauer Jakob Steinreuter erlebt diese fortschreitenden Entwicklungen sehr bewusst, er führt ein hartes und karges Leben mit seiner Landwirtschaft. Durch den Wildbestand der Jagdgesellschaften entstehen enorme Wildschäden in den bebauten Feldern der Bauern. Will im Gegenzug Jakob jedoch die Jagdpacht einholen, bekommt er zum Hohn jedes Jahr nur ein paar Kreuzer für seine verpachteten Wälder. Mit der Absicht, Jakob zu schädigen, verfolgt ihn der Wildhüter ständig. Der jüngere Sohn Jakobs wurde zum Militärdienst eingezogen, er desertiert, wird gefangen genommen und fällt schließlich in den Wirren des Ersten Weltkriegs. Die Tochter ist inzwischen verheiratet und zieht aus Altenmoos fort. Bauer Steinreuter bleibt alleine zurück, er wird immer wieder vom Waldmeister Ladislaus bedrängt und am Ende auf seinem eigenen Grund von ihm bedroht. Beim Aufeinandertreffen der beiden schießt aber Jakob als erster, er flüchtet in die Berge und ertränkt sich.